# Nur-ili
Nur-ili (akad. Nūr-ili, tłum. „Światło boga”) – władca Asyrii, syn i następca Enlil-nasira I; według Asyryjskiej listy królów rządzić miał przez 12 lat. Panował w XV w. p.n.e.
Władca bardzo słabo znany. Nie odnaleziono żadnych należących do niego inskrypcji królewskich.